# Immortel, enfin
Immortel, enfin est un roman de Pauline Dreyfus publié le 14 mars 2012 aux éditions Grasset et ayant reçu le Prix des Deux Magots l'année suivante.

## Historique du roman
Le 29 janvier 2013, le roman reçoit le prix des Deux Magots lors d'une élection où la sélection finale comportait les romans Un héros de Félicité Herzog et La Rencontre d'Isabelle Pestre.

## Résumé
L'écrivain Paul Morand souhaite succéder au fauteuil no 11 de Maurice Garçon à l'Académie française. Il entreprend sa campagne auprès des membres de l'Illustre compagnie et remporte l'élection le 24 septembre 1968.

## Éditions
- éditions Grasset, 2012  (ISBN 978-2246789253).